# Triple Crown (snooker)
Triple Crown é o conjunto dos três mais prestigiados torneios de snooker: o Campeonato Mundial, o Masters e o Campeonato Britânico. Estes torneios chamam-se por vezes grandes torneios do snooker, os grandes três eventos BBC, ou os três grandes. Há 11 jogadores que ganharam os três torneios da Triple pelo menos uma vez cada um: Stephen Hendry, Ronnie O'Sullivan, John Higgins, Steve Davis, Mark Williams, Alex Higgins, Terry Griffiths, Neil Robertson, Mark Selby, Shaun Murphy e Judd Trump. Apenas Hendry, Davis e Williams venceram os três torneios Triple Crown na mesma época, e Hendry é o único jogador a consegui-lo por duas vezes, em 1989/1990 e 1995/1996.

## Vencedores de títulos da Triple Crown
Lista de vencedores desde 1968/1969.
| Época     | Camp. Brit.               | The Masters               | Camp. Mundial             |
| --------- | ------------------------- | ------------------------- | ------------------------- |
| 1968/1969 | começou em 1977/1978      | começou em 1974/1975      | John Spencer (1/4)        |
| 1969/1970 | torneio inexistente       | torneio inexistente       | Ray Reardon (1/7)         |
| 1970/1971 | torneio inexistente       | torneio inexistente       | John Spencer (2/4)        |
| 1971/1972 | torneio inexistente       | torneio inexistente       | Alex Higgins (1/5)        |
| 1972/1973 | torneio inexistente       | torneio inexistente       | Ray Reardon (2/7)         |
| 1973/1974 | torneio inexistente       | torneio inexistente       | Ray Reardon (3/7)         |
| 1974/1975 | torneio inexistente       | John Spencer (3/4)        | Ray Reardon (4/7)         |
| 1975/1976 | torneio inexistente       | Ray Reardon (5/7)         | Ray Reardon (6/7)         |
| 1976/1977 | torneio inexistente       | Doug Mountjoy (1/3)       | John Spencer (4/4)        |
| 1977/1978 | Patsy Fagan               | Alex Higgins (2/5)        | Ray Reardon (7/7)         |
| 1978/1979 | Doug Mountjoy (2/3)       | Perrie Mans               | Terry Griffiths (1/3)     |
| 1979/1980 | John Virgo                | Terry Griffiths (2/3)     | Cliff Thorburn (1/4)      |
| 1980/1981 | Steve Davis (1/15)        | Alex Higgins (3/5)        | Steve Davis (2/15)        |
| 1981/1982 | Steve Davis (3/15)        | Steve Davis (4/15)        | Alex Higgins (4/5)        |
| 1982/1983 | Terry Griffiths (3/3)     | Cliff Thorburn (2/4)      | Steve Davis (5/15)        |
| 1983/1984 | Alex Higgins (5/5)        | Jimmy White (1/2)         | Steve Davis (6/15)        |
| 1984/1985 | Steve Davis (7/15)        | Cliff Thorburn (3/4)      | Dennis Taylor (1/2)       |
| 1985/1986 | Steve Davis (8/15)        | Cliff Thorburn (4/4)      | Joe Johnson               |
| 1986/1987 | Steve Davis (9/15)        | Dennis Taylor (2/2)       | Steve Davis (10/15)       |
| 1987/1988 | Steve Davis (11/15)       | Steve Davis (12/15)       | Steve Davis (13/15)       |
| 1988/1989 | Doug Mountjoy (3/3)       | Stephen Hendry (1/18)     | Steve Davis (14/15)       |
| 1989/1990 | Stephen Hendry (2/18)     | Stephen Hendry (3/18)     | Stephen Hendry (4/18)     |
| 1990/1991 | Stephen Hendry (5/18)     | Stephen Hendry (6/18)     | John Parrott (1/2)        |
| 1991/1992 | John Parrott (2/2)        | Stephen Hendry (7/18)     | Stephen Hendry (8/18)     |
| 1992/1993 | Jimmy White (2/2)         | Stephen Hendry (9/18)     | Stephen Hendry (10/18)    |
| 1993/1994 | Ronnie O'Sullivan (1/21)  | Alan McManus              | Stephen Hendry (11/18)    |
| 1994/1995 | Stephen Hendry (12/18)    | Ronnie O'Sullivan (2/21)  | Stephen Hendry (13/18)    |
| 1995/1996 | Stephen Hendry (14/18)    | Stephen Hendry (15/18)    | Stephen Hendry (16/18)    |
| 1996/1997 | Stephen Hendry (17/18)    | Steve Davis (15/15)       | Ken Doherty               |
| 1997/1998 | Ronnie O'Sullivan (3/21)  | Mark Williams (1/7)       | John Higgins (1/9)        |
| 1998/1999 | John Higgins (2/9)        | John Higgins (3/9)        | Stephen Hendry (18/18)    |
| 1999/2000 | Mark Williams (2/7)       | Matthew Stevens (1/2)     | Mark Williams (3/7)       |
| 2000/2001 | John Higgins (4/9)        | Paul Hunter (1/3)         | Ronnie O'Sullivan (4/21)  |
| 2001/2002 | Ronnie O'Sullivan (5/21)  | Paul Hunter (2/3)         | Peter Ebdon (1/2)         |
| 2002/2003 | Mark Williams (4/7)       | Mark Williams (5/7)       | Mark Williams (6/7)       |
| 2003/2004 | Matthew Stevens (2/2)     | Paul Hunter (3/3)         | Ronnie O'Sullivan (6/21)  |
| 2004/2005 | Stephen Maguire           | Ronnie O'Sullivan (7/21)  | Shaun Murphy (1/3)        |
| 2005/2006 | Ding Junhui (1/4)         | John Higgins (5/9)        | Graeme Dott               |
| 2006/2007 | Peter Ebdon (2/2)         | Ronnie O'Sullivan (8/21)  | John Higgins (6/9)        |
| 2007/2008 | Ronnie O'Sullivan (9/21)  | Mark Selby (1/9)          | Ronnie O'Sullivan (10/21) |
| 2008/2009 | Shaun Murphy (2/3)        | Ronnie O'Sullivan (11/21) | John Higgins (7/9)        |
| 2009/2010 | Ding Junhui (2/4)         | Mark Selby (2/9)          | Neil Robertson (1/5)      |
| 2010/2011 | John Higgins (8/9)        | Ding Junhui (3/4)         | John Higgins (9/9)        |
| 2011/2012 | Judd Trump (1/3)          | Neil Robertson (2/5)      | Ronnie O'Sullivan (12/21) |
| 2012/2013 | Mark Selby (3/9)          | Mark Selby (4/9)          | Ronnie O'Sullivan (13/21) |
| 2013/2014 | Neil Robertson (3/5)      | Ronnie O'Sullivan (14/21) | Mark Selby (5/9)          |
| 2014/2015 | Ronnie O'Sullivan (15/21) | Shaun Murphy (3/3)        | Stuart Bingham (1/2)      |
| 2015/2016 | Neil Robertson (4/5)      | Ronnie O'Sullivan (16/21) | Mark Selby (6/9)          |
| 2016/2017 | Mark Selby (7/9)          | Ronnie O'Sullivan (17/21) | Mark Selby (8/9)          |
| 2017/2018 | Ronnie O'Sullivan (18/21) | Mark Allen (1/2)          | Mark Williams (7/7)       |
| 2018/2019 | Ronnie O'Sullivan (19/21) | Judd Trump (2/3)          | Judd Trump (3/3)          |
| 2019/2020 | Ding Junhui (4/4)         | Stuart Bingham (2/2)      | Ronnie O'Sullivan (20/21) |
| 2020/2021 | Neil Robertson (5/5)      | Yan Bingtao (1/1)         | Mark Selby (9/9)          |
| 2021/2022 | Zhao Xintong (1/1)        | Neil Robertson (6/6)      | Ronnie O'Sullivan (21/21) |
| 2022/2023 | Mark Allen (2/2)          | -                         | -                         |

| Legenda                                                                  |
| ------------------------------------------------------------------------ |
| Jogador que ganhou os três torneios da Triple Crown na mesma época       |
| Jogador que ganhou dois dos três torneios da Triple Crown na mesma época |

## Títulos por jogador
| Player             | Total | Campeon. Mundial | Campeon. Britânico | Masters | Primeira e última vit. |
| ------------------ | ----- | ---------------- | ------------------ | ------- | ---------------------- |
| Ronnie O'Sullivan† | 21    | 7                | 7                  | 7       | 1993–2022              |
| Stephen Hendry†    | 18    | 7                | 5                  | 6       | 1989–1999              |
| Steve Davis        | 15    | 6                | 6                  | 3       | 1980–1997              |
| John Higgins†      | 9     | 4                | 3                  | 2       | 1998–2011              |
| Mark Selby†        | 9     | 4                | 2                  | 3       | 2008–2021              |
| Mark Williams†     | 7     | 3                | 2                  | 2       | 1998–2018              |
| Neil Robertson†    | 6     | 1                | 3                  | 2       | 2010–2022              |
| Alex Higgins       | 5     | 2                | 1                  | 2       | 1972–1983              |
| Terry Griffiths    | 3     | 1                | 1                  | 1       | 1979–1982              |
| Shaun Murphy†      | 3     | 1                | 1                  | 1       | 2005–2015              |
| Judd Trump†        | 3     | 1                | 1                  | 1       | 2011–2019              |

| Legenda                                | Legenda |
| -------------------------------------- | ------- |
| Os jogadores no ativo estão destacados | †       |